# Тосно II (платформа)
Тосно-2 — железнодорожная платформа на московском направлении Санкт-Петербургского отделения Октябрьской железной дороги. Расположена в одноимённом микрорайоне города Тосно, в котором проживают около 15 % населения всего города. Платформой пользуются жители Тосно-2, СНТ «Стройдеталь», работники вагонного депо ВЧДР-15. Имеется пешеходный мост, проходящий через пути главного хода Санкт-Петербург — Москва и вагонного парка депо. Остановочный пункт имеет три платформы. Платформа на III главном пути рассчитана на два вагона поезда и существенно короче остальных. Для перехода на неё пассажирам приходится пересекать железнодорожные пути (учитывая, что пешеходный переход на станции не оборудован), спуск с пешеходного моста на платформу не предусмотрен, в силу того что первое время она считалась временной и использовалась для высадки рабочих при строительстве депо.
Билетная касса после пожара некоторое время не работала. На апрель 2016 была отремонтирована и функционирует по расписанию.
В 2009 году была проведена полная реконструкция платформ и навесов в связи с организацией высокоскоростного пассажирского движения на участке Москва — Санкт-Петербург и запуском в постоянную эксплуатацию электропоездов «Сапсан».
8 мая 2011 года возле билетной кассы был торжественно открыт памятный знак погибшим под бомбардировкой рабочего поезда 28 августа 1941 года во время Великой Отечественной войны.

## Фотогалерея

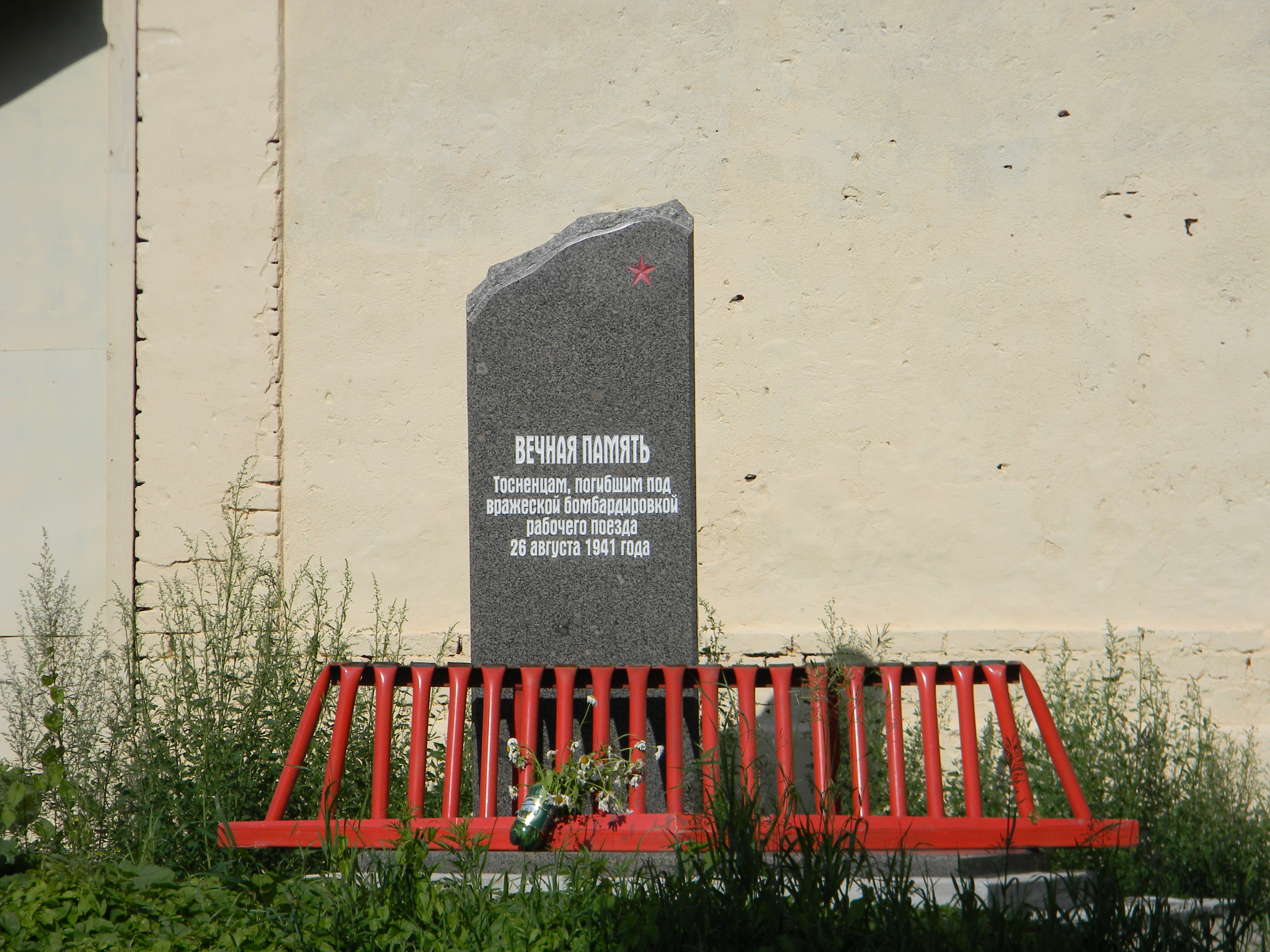
Мемориал у платформы Тосно II
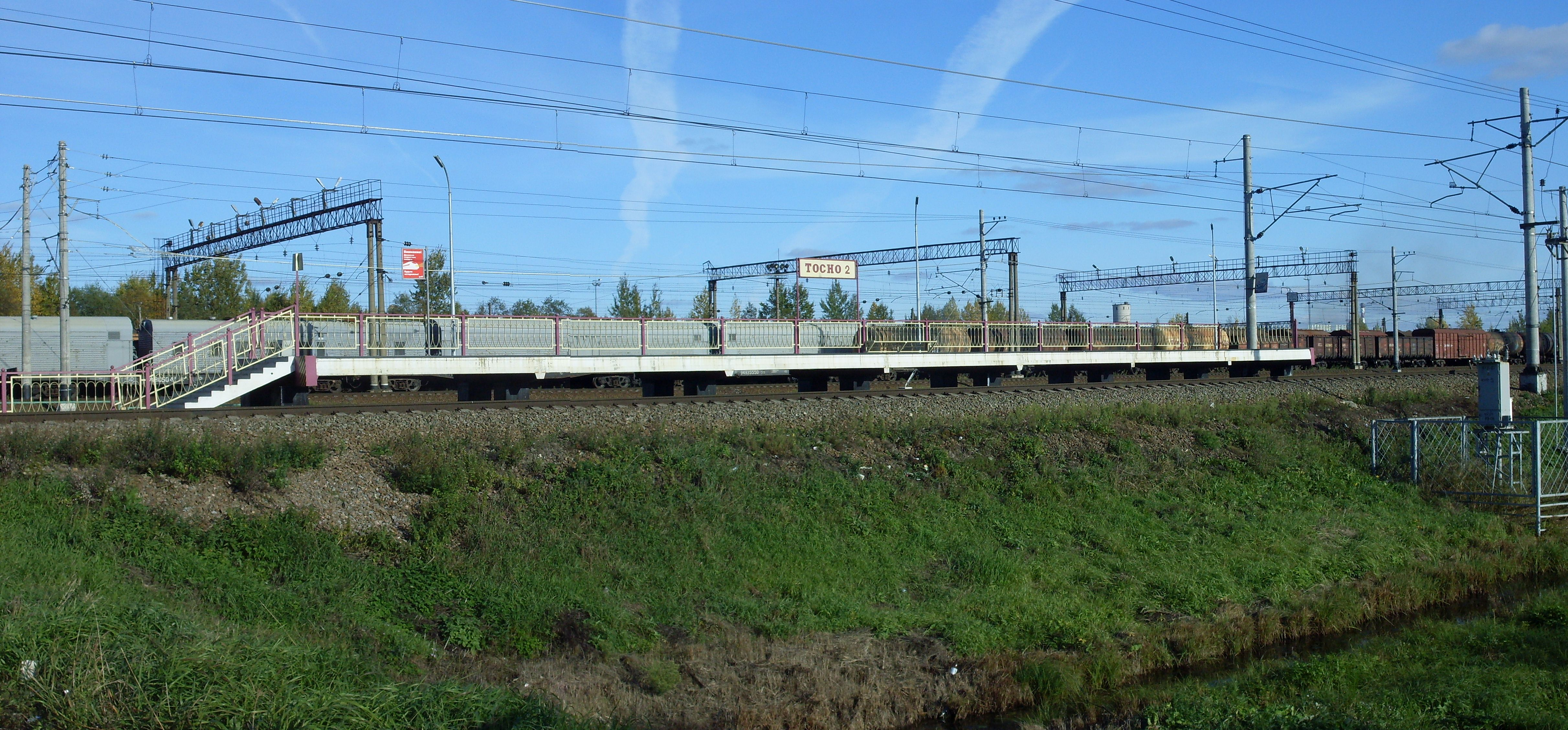
Платформа №3